# 블루아이드 솔

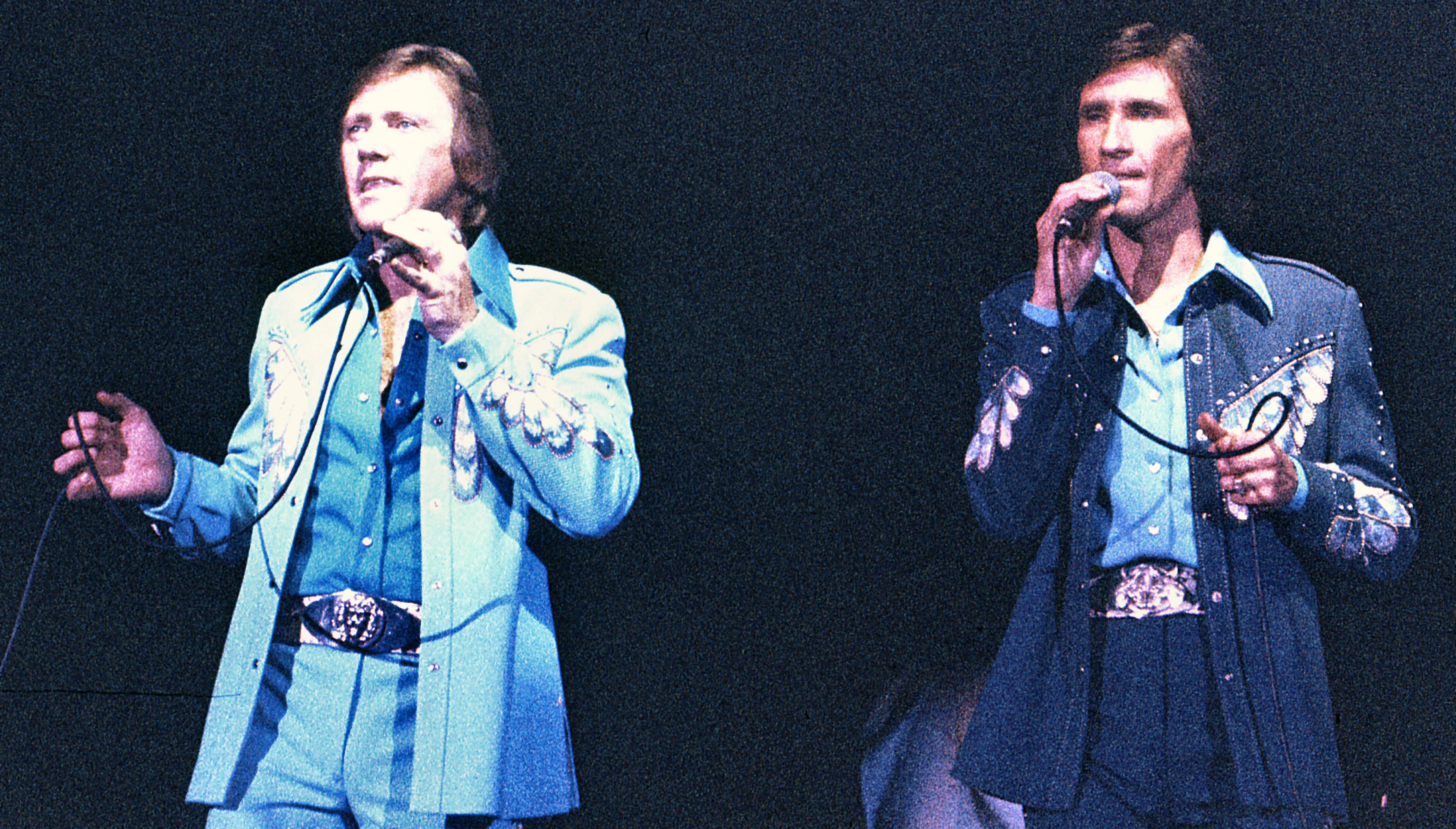

블루아이드 솔 (Blue-eyed soul, 화이트 솔(white soul))은 백인 음악가들의 리듬 앤 블루스와 소울 음악을 말한다.

## 같이 보기
- 소피스티 팝